# Geografie van Azerbeidzjan
Azerbeidzjan is het grootste en dichtst bevolkte land in de Kaukasus. Azerbeidzjan ligt op de grens van Oost-Europa en West-Azië.

## Locatie
Azerbeidzjan is gelegen in de bergachtige Zuidelijke Kaukasus in de regio Eurazië, tussen de Zwarte Zee en de Kaspische Zee. Volgens Philip Johan von Strahlenbergs definitie van Europa in 1730, die gebruikt werd door de Russische tsaren, worden de Oeral in het oosten, en de gehele Kaukasus in het zuiden aangeduid als de grens van Europa.
Het land is van de drie Transkaukasische republieken het minst bergachtig. Weliswaar ligt het in het noorden in de Grote Kaukasus en in het westen in de Kleine Kaukasus, maar het grootste deel van het land ligt in de Koera-Arasvlakte.

## Grenzen
Het land grenst aan de Kaspische Zee in het oosten, Iran in het zuiden, Armenië in het westen, Georgië in het noordwesten en Rusland in het noorden. De Azerbeidzjaanse exclave Nachitsjevan grenst aan Iran in het zuiden en westen, Turkije in het westen en Armenië in het noordoosten. Ook tientallen eilanden in de Kaspische Zee behoren territoriaal gezien tot Azerbeidzjan
De totale lengte van de grens is 3.113 km. De totale lengte van de landsgrenzen is 2.657 km. Azerbeidzjan heeft een kustlijn aan de Kaspische Zee van 456 km.
- Landsgrenzen: 2.657 km

 Armenië: 1007 km
 Iran: 765 km
 Georgië: 480 km
 Rusland: 390 km
 Turkije: 15 km
- Kustlijn Kaspische Zee: 456 km

## Cijfermateriaal
- Oppervlakte: 86 600 km² oftewel 14 533 km² meer dan de oppervlakte van België en Nederland samen (72 067 km²)
- Bevolking: 10 305 810 inwoners (2020)[2]
- Bevolkingsdichtheid: 118 inwoners per km² (ter vergelijking:

België 377 inw/km²(1/1/22),
Vlaanderen 492 inw/km² (gewest, 1/1/22) en
Nederland: 523 inw/km² (1/1/22)

## Rivieren en meren
Rivieren en meren vormen het belangrijkste deel van de watersystemen in Azerbeidzjan. Ze zijn over een lange geologische tijdlijn gevormd. Dit blijkt met name uit restanten van oude rivieren die door het hele land gevonden zijn. De watersystemen veranderen voortdurend door de natuurlijke krachten en via menselijke industriële activiteiten. Kunstmatige rivieren zoals grachten en vijvers vormen een deel van de watersystemen.
Er zijn 8.359 rivieren van diverse lengtes in Azerbeidzjan. 8.188 van de rivieren zijn minder dan 25 kilometer lang. Slechts 24 rivieren zijn meer dan 100 kilometer lang. De Koera en Aras zijn de meest bekende rivieren in Azerbeidzjan. De rivieren die rechtstreeks uitmonden in de Kaspische Zee ontspringen vooral op de noordoostelijke helling van de Grote Kaukasus en het Talyshgebergte, en langs de laaglanden van Samur-Devechi en Lenkeran.

### Langste rivieren
| Naam        | Totale lengte (km) | Lengte in Azerbeidzjan (km) | Volledig in Azerbeidzjan | Oorsprong       |
| ----------- | ------------------ | --------------------------- | ------------------------ | --------------- |
| Koera       | 1515               | 906                         | Neen                     | Oost-Anatolië   |
| Aras        | 1072               | 390                         | Neen                     | Oost-Anatolië   |
| Qanıxçay    | 333                | 133                         | Neen                     | Grote Kaukasus  |
| Qabırrıçay  | 394                | 211                         | Neen                     | Grote Kaukasus  |
| Samur       | 216                | 165                         | Neen                     | Grote Kaukasus  |
| Tərtərçay   | 200                | 200                         | Ja                       | Kleine Kaukasus |
| Sumqayıtçay | 198                | 198                         | Ja                       | Grote Kaukasus  |
| Kürəkçay    | 186                | 186                         | Ja                       | Kleine Kaukasus |
| Türyançay   | 180                | 180                         | Ja                       | Grote Kaukasus  |
| Bazarçay    | 178                | 59                          | Neen                     | Kleine Kaukasus |
| Bolqarçay   | 163                | 110                         | Neen                     | Talyshgebergte  |
| Ayriçay     | 135                | 135                         | Ja                       | Grote Kaukasus  |
| Ağstafaçay  | 133                | 57                          | Neen                     | Pembekgebergte  |
| Arpaçay     | 126                | 38                          | Neen                     | Kleine Kaukasus |

### Grootste meren
| Sarysumeer      | 65,7 | İmişli, Sabirabad  |
| Ağgölmeer       | 56,2 | Ağcabədi           |
| Ağzıbirçalameer | 37,0 | Şabran             |
| Mehmanmeer      | 35,0 | Ağcabədi, Beyləqan |
| Hacıqabulmeer   | 16,7 | Şirvan             |
| Böyükşormeer    | 16,2 | Bakoe              |
| [ 1 ]           |      |                    |

## Bergen
Die drie bergketens zijn de Grote en Kleine Kaukasus, en het Talyshgebergte. Samen vormen ze ongeveer 40% van het land. In de Grote Kaukasus reiken de hoogste bergen tot meer dan 4.000 meter boven zeeniveau. In de Kleine Kaukasus meer dan 3.000 meter boven het zeeniveau en in de Talyshgebergte meer dan 2.000 meter boven het zeeniveau. De Kleine Kaukasus bestaat uit de lavaplateaus met oude vulkaankegels. De hoogste piek van Azerbeidzjan is de Bazardüzü met 4.485 meter.

### Hoogste bergtoppen
| Naam                    | Hoogte (m) | Bergketen       |
| ----------------------- | ---------- | --------------- |
| Bazardüzü               | 4.485 m    | Grote Kaukasus  |
| Shahdagh                | 4.243 m    | Grote Kaukasus  |
| Tufandağ                | 4.197 m    | Grote Kaukasus  |
| Yarudağ                 | 4.116 m    | Grote Kaukasus  |
| Cengiz Mustafayev Dağı  | 4.063 m    | Grote Kaukasus  |
| Qapıcıq                 | 3.906 m    | Kleine Kaukasus |
| Qazangöldağ             | 3.829 m    | Kleine Kaukasus |
| Yaylıdere Dağı          | 3.825 m    | Grote Kaukasus  |
| Qamışdağ                | 3.729 m    | Kleine Kaukasus |
| Qızılqaya Dağı          | 3.726 m    | Kleine Kaukasus |
| Xınalıq Dağı            | 3.713 m    | Grote Kaukasus  |
| Pereval Ay-Changal Dağı | 3.707 m    | Kleine Kaukasus |
| Delidağ                 | 3.616 m    | Kleine Kaukasus |
| Qızılboğaz Dağı         | 3.581 m    | Kleine Kaukasus |
| Işıqlı                  | 3.552 m    | Kleine Kaukasus |
| Babadağ                 | 3.629 m    | Grote Kaukasus  |

## Klimaat
Het klimaat in Azerbeidzjan wordt beïnvloed door de koude Arctische luchtmassa's van het Scandinavische hogedrukgebied, gematigde van de Siberische anticycloon en Centraal-Aziatische anticycloon. Het diverse landschap van Azerbeidzjan is beïnvloed op de manier waarop de luchtmassa's het land binnenkomen.
De Grote Kaukasus beschermt het land tegen de directe invloed van koude luchtmassa's vanuit het noorden. Dat leidt tot een milder klimaat op de meeste vlakten en heuvels van het land. Daarnaast baden de vlaktes en heuvels in fel zonlicht.
Negen van de elf bestaande klimaatzones zijn te vinden in Azerbeidzjan.
De kust van de Kaspische Zee en de laaggelegen gebieden van Azerbeidzjan hebben een gematigd tot subtropisch klimaat, het binnenland heeft een continentaal klimaat en de berggebieden hebben een toendraklimaat. Aan de kust en de laaggelegen gebieden liggen de temperaturen in de zomermaanden tussen de 25 en 30 graden en in de wintermaanden tussen de 0 en 5 graden. In de berggebieden kunnen de temperaturen in de wintermaanden richting de -20 graden gaan.
Zowel de absolute minimumtemperatuur (-33°C) en de absolute maximumtemperatuur (46°C) zijn waargenomen in Culfa en Ordubad in Nachitsjevan.
De meeste jaarlijkse neerslag valt in Lankaran aan de voet van het Talyshgebergte (1600 tot 1800 mm) en de minste op het schiereiland Apsjeron (200 tot 350 mm).

## Milieu
Azerbeidzjan kent veel milieuproblemen, een erfenis van de Sovjet-Unie, zoals
- luchtvervuiling, vooral in en rondom het Apsjeronschiereiland;
- watervervuiling, van de rivier Koera en de Kaspische Zee;
- bodemverontreiniging door aardolie, zware metalen en giftige chemicaliën.

Sinds de onafhankelijkheid van Azerbeidzjan in 1991 heeft de Azerbeidzjaanse regering drastische maatregelen genomen om het milieu te behouden. De bescherming van het milieu begon echt te verbeteren na 2001, toen de overheidsbegroting toenam als gevolg van nieuwe inkomsten door de Bakoe-Tbilisi-Ceyhan-pijpleiding. Binnen vier jaar verdubbelde het aantal beschermde gebieden en maakt het nu acht procent van het grondgebied van Azerbeidzjan uit. Na 2001 heeft de regering zeven grote reservaten opgericht en verdubbelde het budget voor de bescherming van het milieu.
Het Nationaal Park Gobustan, in 2007 door de UNESCO tot Werelderfgoed verklaard, herbergt rotstekeningen en moddervulkanen.